# Аріан гондураський
Аріа́н гондураський (Amazilia luciae) — вид серпокрильцеподібних птахів родини колібрієвих (Trochilidae). Ендемік Гондурасу.

## Опис

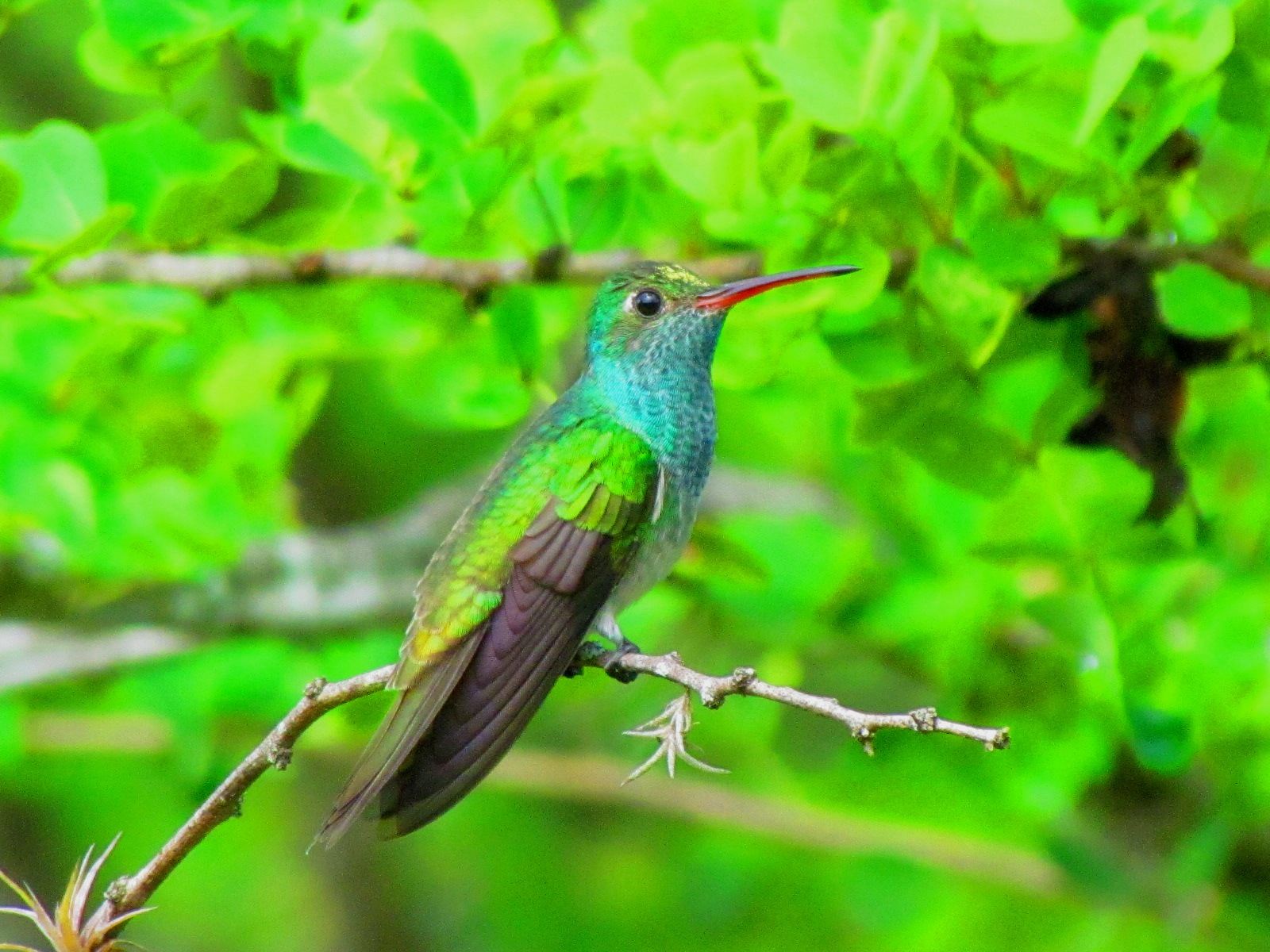
Гондураський аріан

Довжина птаха становить 9-10 см. У самців тім'я і верхня частина тіла темно-зелені, нижня частина спини і надхвістя бронзові. Стернові пера бронзово-зелені з пурпуровою смугою на кінці. Горло і верхня частина грудей сині, при певному освітленні вони можуть здаватися зеленуватими або сіруватими. Груди сірувато-білі, боки зелені, знизу більш тьмяні, бронзово-зелені. Нижні покивні пера хвоста темно-зелені з білими краями. Дзьоб середньої довжини, прямий, чорний, знизу червонуватий з чорним кінчиком. 
Самиці мають подібне забарвлення, однак загалом більш тьмяне, пляма на горлі у них менша і більш зелена, ніж у самці, а крайгні стернові пера у них мають сірі кінчики. Забарвлення молодих птахів є подібне до забарвлення самиць.

## Поширення і екологія
Гондураські аріани мешкають в посушливих районах у внутрішній частині Гондурасу, в департаментах Санта-Барбара, Кортес, Лемпіра, Йоро і Оланчо. До 1950-х років вони були відомі лише за кількома зразками, а з 1950 по 1988 рік не спостерігалися взагалі. Гондураські аріани живуть в сухих тропічних лісах, сосново-дубових лісах і сухих чагарникових заростях, переважно в гірських долинах. Зустрічаються на висоті від 75 до 1220 м над рівнем моря, переважно на висоті від 200 до 500 м над рівнем моря. Птахи здійснюють сезонні переміщення, які поки є малодослідженими.
Гондураські аріани живляться нектаром різноманітних квітучих трав'янистих рослин, чагарників, кактусів, епіфітів і невисоких дерев, в Йоро переважно нектаром Pedilanthus camporum і Opuntia hondurensis, на заході ареалу переважно Aphelandra scabra і Helicteres guazaumifolia. Також птахи доповнюють свій раціон дрібними комахами. Гніздо чашоподібне, робиться з рослинного пуху, сухого листя, павутиння і лишайників, розміщується на дереві.

## Збереження
МСОП класифікує цей вид як вразливий. За оцінками дослідників, популяція гондураських аріанів становить від 10 до 20 тисяч дорослих птахів. Їм загрожує знищення природного середовища.